# 紫色副獅子魚
紫色副獅子鱼，为輻鰭魚綱鮋形目杜父魚亞目狮子鱼科的其中一種。分布於北極海新地島海域，屬深海底棲性魚類，棲息深度在水深2365公尺，體長可達14.4公分，生活習性不明。